# Penelope Lively

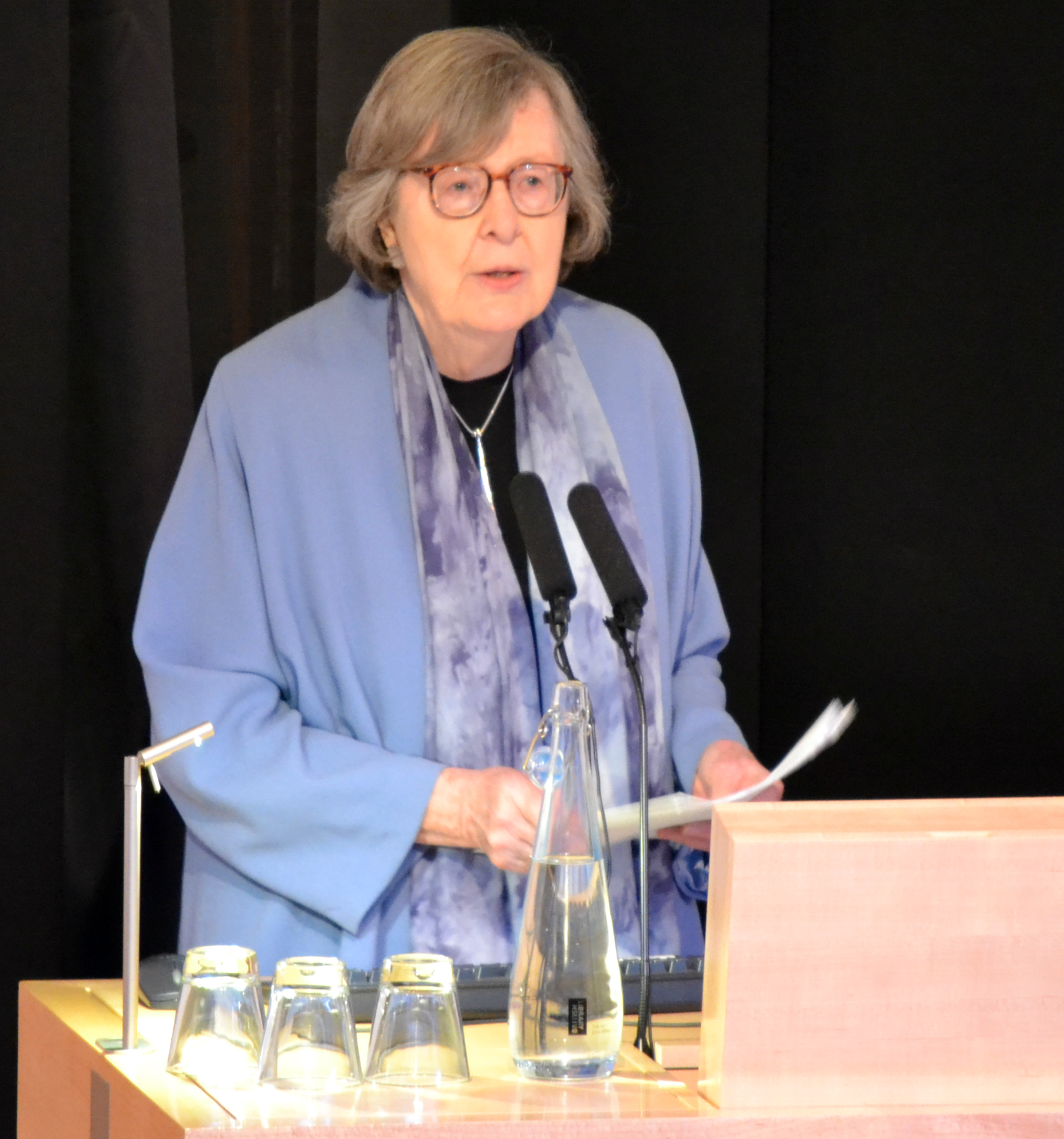
Penelope Lively

Penelope Lively, född som Penelope Low den 17 mars 1933 i Kairo i Egypten, är en produktiv brittisk författare av både barn- och vuxenlitteratur. Hon har varit nominerad för Bookerpriset tre gånger och vunnit en gång med Moon Tiger, 1987. Hennes författande är, precis som Margaret Drabble, Nina Bawden, A.S. Byatt och andra, starkt influerad av de stora sociala förändringarna som skett i Storbritannien under 1900-talet.
Hon föddes i Kairo och tillbringade sin tidiga ungdom i Egypten, innan hon sändes till en internatskola i England vid elva års ålder. Hon studerade nutidshistoria vid St Anne's College, Oxford. Hon gifte sig med Jack Lively 1957 och de bodde bland annat i Swansea och Oxford; han dog 1998 och Penelope Lively bor nu i norra London.
Lively nådde först framgång med sina barnböcker. Hennes första bok, Astercote, gavs ut 1970. Sedan dess har hon givit ut ett flertal böcker för barn, mest känd bland dessa är hon för The Ghost of Thomas Kempe, (1973) för vilken hon fick mottaga Carnegie Medal och för A Stitch in Time, (1976) med vilken hon vann Whitbread Award för bästa barnbok.
Hennes första vuxenroman, The Road to Lichfield, gavs ut 1977 och nominerades till Bookerpriset. Hon nominerades återigen 1984 med According to Mark innan hon till slut vann priset 1987 med Moon Tiger, vilken berättar historien om en kvinnas stormiga liv då hon ligger döende i en sjukhussäng. Precis som i alla Livelys böcker, behandlar romanen minnets makt, krocken mellan det nuvarande och det förgångna och spänningen mellan den officiella och den personliga historien. Dessa teman utforskas mer tydligt i böckerna A House Unlocked, (2001) och Oleander, Jacaranda: A Childhood Perceived (1994), Livelys självbiografi om sin barndom i Egypten.
Förutom att skriva romaner och noveller har Lively även skrivit radio och TV-manus, varit programledare för ett radioprogram och bidragit med artiklar till olika tidningar.

### Barnböcker
- Astercote (1970)
- The Whispering Knights (1971)
- The Driftway (1972)
- The Ghost of Thomas Kempe (1973), på svenska Vålnaden (1979)
- The House in Norham Gardens (1974), på svenska Skölden på vinden (1984)
- Going Back (1975)
- Boy Without a Name (1975)
- A Stitch in Time (1976), på svenska Ett stygn i tidens väv (1987)
- The Stained Glass Window (1976), på svenska Kyrkfönstret (1989)
- Fanny's Sister (1976), på svenska Fannys syster (1990)
- The Voyage of QV66 (1978)
- Fanny and the Monsters (1978)
- Fanny and the Battle of Potter's Piece (1980)
- The Revenge of Samuel Stokes (1981)
- Uninvited Ghosts and other stories (1984), på svenska Oinbjudna spöken (1985)
- Dragon Trouble (1984)
- Debbie and the Little Devil (1987)
- A House Inside Out (1987), på svenska Ett hus ut och in (1990)
- Princess by Mistake (1993)
- Judy and the Martian (1993)
- The Cat, the Crow and the Banyan Tree (1994), på svenska Katten, kråkan och banjanträdet (1996)
- Good Night, Sleep Tight (1995)
- Two Bears and Joe (1995), på svenska Två björnar hos Jesper (1995)
- Staying with Grandpa (1995)
- A Martian Comes to Stay (1995)
- Lost Dog (1996)
- One, Two, Three...Jump! (1998)
- The House in Norham Gardens (2004)

### Vuxenromaner
- The Road to Lichfield (1977)
- Nothing Missing but the Samovar, and other stories (1978)
- Treasures of Time (1979)
- Judgement Day (1980)
- Next to Nature, Art (1982)
- Perfect Happiness (1983)
- Corruption, and other stories (1984)
- According to Mark (1984)
- Pack of Cards, Stories 1978-86 (1986)
- Moon Tiger (1987), på svenska Måntiger (1990)
- Passing On (1989), på svenska I mors hus (1992)
- City of the Mind (1991)
- Cleopatra's Sister (1993), på svenska Kleopatras syster (1995)
- Heat Wave (1996)
- Spiderweb (1998)
- The Photograph (2003)
- Making it up (2005)
- Consequences (2007)

### Ej fiktion
- The Presence of the Past: An introduction to landscape history (1976)
- Oleander, Jacaranda: a Childhood Perceived (1994)
- A House Unlocked (2001)

## Priser och utmärkelser
- Carnegie Medal 1973 för Vålnaden
- Bookerpriset 1987 för Måntiger